# Daba Shan
Das Daba Shan oder Daba-Gebirge (chinesisch 大巴山, im Chinesischen auch kurz als Ba Shan 巴山 bezeichnet) ist ein Gebirge in Südwestchina am nördlichen Rand des Sichuan-Beckens.
Im engeren Sinne bezeichnet Daba Shan das im Grenzgebiet der Provinzen Sichuan und Shaanxi liegende und sich im Osten bis in den Westen der Provinz Hubei erstreckende Gebirge. Es bildet die Wasserscheide der Flüsse Han Jiang (汉江) und Jialing Jiang (嘉陵江). Das Gebirge ist durchschnittlich 1300–2000 m hoch, sein höchster Gipfel, der Dashennongjia (大神农架), liegt im Shennongjia-Waldgebiet von Hubei, er hat eine Höhe von 3053 m.
Im weiteren Sinne erstreckt es sich über Gebiete der Provinzen Sichuan, Shaanxi, Gansu und Hubei und wird vom Sichuan-Becken und Hanzhong-Becken begrenzt. 
Das zu Chongqing gehörende Naturschutzgebiet Dabashan (大巴山自然保护区) steht auf der staatlichen Liste der chinesischen Naturschutzgebiete.
Pinus henryi (chin. 巴山松) und Abies fargesii (巴山冷杉) sind im Chinesischen nach dem Gebirge benannt.